# CBS Corporation
Die CBS Corporation war ein US-amerikanischer Medienkonzern mit Sitz in New York City, New York.
Aufgrund der Fusion mit Viacom wurde die CBS Corporation aufgelöst. Vom 4. Dezember 2019 bis Februar 2022 hieß die gemeinsame Gesellschaft ViacomCBS; seit Februar 2022 firmiert diese als Paramount Global.

## Unternehmen
Das Unternehmen entstand 1970 als CBS Films aus der Umstrukturierung der Syndication-Abteilung des Rundfunknetzwerks Columbia Broadcasting System (CBS), wurde aber bereits 1971 in Viacom, ein Akronym für Video & Audio Communications, umbenannt. Aufgrund einer neuen Regelung der Federal Communications Commission wurde 1973 den Fernsehnetworks untersagt, eigene Syndication-Unternehmen zu besitzen, worauf Viacom ausgegliedert wurde.
Am 1. Januar 2006 wurde das Unternehmen in CBS Corporation umbenannt und die „neue“ Viacom gegründet, auf welche die Unternehmensteile – im Wesentlichen MTV Networks und Paramount Pictures – übertragen wurden. Im Zuge dieser Aufteilung verlagerte sich der Schwerpunkt der Ausrichtung der CBS Corporation auf die USA. Zum Konzern gehören Fernseh- und Radionetworks, Rundfunksender und eine Verlagsgruppe. Zudem ist man aktiv in der Produktion und dem Vertrieb von Fernsehinhalten sowie der Bewirtschaftung von Plakatwänden (Billboards).
Chief Executive Officer des Unternehmens war bis zu seinem Rücktritt 2018 Leslie Moonves; er wurde ad interim durch Joseph Ianniello ersetzt. Mehrheitsaktionär war Sumner Redstone, der die Anteile (71 %) über seine National Amusements Holding hielt; seine bestimmende Rolle wird von seiner Tochter Shari Redstone weitergeführt.

## Geschichte

### 1970–2005 (alsViacom)
1987 erwarb die US-Kinokette National Amusements Viacom und betrieb Kabelkanäle und produzierte Fernsehprogramme.
Nachdem 1991 die Übernahme der Paramount Pictures durch die Time Inc. scheiterte, konnte Viacom das Unternehmen Paramount übernehmen. Hierzu gehörte auch der Aufkauf von Simon & Schuster, Blockbuster's Video and Music Stores, Warner-Amex Satellite Entertainment, Showtime Networks, Paramount Communications, der TV-Sender Nickelodeon und der Musiksender MTV, sowie Themenparks, Kinoketten, Fernseh- und Radiostationen.
CBS wurde 1995 vom Mischkonzern Westinghouse Electric Corporation aufgekauft. Der traditionsreiche Westinghouse-Konzern beschloss daraufhin die Restrukturierung hin zu einem reinen Medienkonzern in Angriff zu nehmen, kaufte 1996 zusätzlich Infinity Broadcasting und begann die alten Kerngeschäfte zu verkaufen; der Geschäftsbereich Abwehrsysteme ging noch 1996 an den Rüstungskonzern Northrop Grumman, zuletzt folgte 1998 der Bereich Kernenergietechnik, der an British Nuclear Fuels plc. ging. Im Zuge dieses Umbaus änderte Westinghouse den Namen 1997 in CBS Corporation.
Nach einer Lockerung der Mediengesetze in den USA konnte Viacom 1999 die ehemalige Mutterfirma, die sich zu dieser Zeit CBS Corporation nannte, für 36 Milliarden US-Dollar übernehmen. Der Umsatz von Viacom vor der Fusion mit CBS Corporation betrug 20,2 Milliarden US-Dollar.
In Deutschland machte der Konzern 2004 Schlagzeilen mit dem Kauf von 75,8 % der Aktien der Viva Media AG. Seit Juni 2005 gehört Viva vollständig zu Viacom.
Obwohl der Konzern finanziell gut dastand, entwickelte sich der Aktienkurs nicht wie erhofft. Verschiedene Investoren bemängelten, dass der Konzern nur für konservative Anleger interessant sei und der schrumpfende US-Werbemarkt, der die traditionellen, terrestrischen Networks traf, das Wachstum des gesamten Unternehmens hindere.
Diese Einwände griff schließlich auch Sumner Redstone auf, der mit über 70 %-Aktienanteil größter Einzelaktionär und Vorstandsvorsitzender des Konzerns war und ein Interesse an Investoren hatte, die den Wert seiner Beteiligungen in die Höhe trieben. Der von Redstone im März 2005 eingebrachte Vorschlag den Konzern in zwei separate Aktiengesellschaften aufzuspalten wurde am 20. Juni 2005 vom Vorstand gutgeheißen. Das ausformulierte Ziel war die Aufteilung in eine Gesellschaft, die den kaum wachsenden US-Markt umfasste (terrestrische Networks, Bücher, Werbung) und eine Gesellschaft, die den ertragreichen globalen Markt umfasste (weltweite Kabelsender und Filmproduktion/-distribution).
Für eine der beiden zukünftigen Gesellschaften plante man den kurzlebigen Namen CBS Corporation wiederzubeleben und durch den Aufteilungswunsch in Rundfunk einerseits und Kabelfernsehen und Film andererseits, ergab sich in groben Zügen unweigerlich die Struktur, die man vor der Fusion 1999 hatte. Die CBS Corporation würde wieder die CBS umfassen, nach welcher sie benannt wurde. Damit wurden auch alle Unternehmensteile der CBS Corporation zugeordnet, die wie das Network CBS, als „langsam wachsend“ eingestuft wurden: das Fernsehnetwork United Paramount Network (UPN), das Radionetwork Infinity Broadcasting, die terrestrischen Radio- und Fernsehsender des Viacom-Konzerns, die Bezahlfernsehplattform Showtime Networks, das Billboard-Unternehmen Viacom Outdoor, das Verlagshaus Simon & Schuster, die Paramount Freizeitparks und schließlich Paramount Television, der Fernsehproduktionsarm und Fernsehvertriebsarm von Paramount Pictures. Für die Führung der CBS Corporation designiert wurde der langjährige Unterhaltungschef von CBS und Vizepräsident von Viacom, Leslie Moonves.
Rechtlich handelt es sich bei der CBS Corporation um die vormalige Viacom, deren Name geändert wurde. Die durch einen Spin-off entstandene „neue“ Viacom ist dagegen rechtlich nicht die Nachfolgegesellschaft der alten Viacom, sondern eine Neugründung, auf welche die Unternehmensteile – im Wesentlichen MTV Networks und Paramount Pictures und Paramount Home Entertainment – übertragen wurden. Diese Aufteilung wurde per 1. Januar 2006 vollzogen.

### 2006–2019 (alsCBS Corporation)

CBS-Logo

Der erste Monat der CBS Corporation war stark von internen Restrukturierungen und Konsolidierungen geprägt, so wurde im Zeichen der neuen Muttergesellschaft aus Infinity Broadcasting das CBS Radio Network und aus Viacom Outdoor neu CBS Outdoor. Am 17. Januar gab Leslie Moonves bekannt, dass Paramount Television und CBS Productions unter der neuen, einheitlichen Marke CBS Paramount Television (urheberrechtlicher Name CBS Studios, Inc.) zusammengefasst wurden.
Am 24. Januar 2006 gab die CBS Corporation überraschend bekannt, dass man sich mit Time Warner und Tribune Entertainment darauf geeinigt hat, die beiden kriselnden Fernsehnetworks UPN und The WB im September 2006 – auf den Beginn des neuen Fernsehjahres 2006–2007 hin – zu The CW Television Network (kurz The CW) zusammenzulegen.
Bereits am 27. Januar 2006 folgte die Ankündigung, dass man daran arbeite, die Paramount Parks zu verkaufen; das Unternehmen Cedar Fair meldete am 22. Mai, dass man die Freizeitparks für knapp 1,3 Milliarden US-Dollar im dritten Quartal 2006 übernehmen wird.
Am 15. Mai 2008 übernahm CBS Corporation CNET Networks für 1,8 Milliarden US$ und gliederte diesen Geschäftsbereich zusammen mit Last.fm in die Division CBS Interactive ein.
2017 erfolgte, zu je 50 % Anteil gemeinsam mit der australischen WIN Television, die Übernahme des insolventen australischen Network Ten.
Am 13. August 2019 gaben CBS und Viacom ihren Zusammenschluss bekannt. Das kombinierte Unternehmen sollte ViacomCBS heißen, wobei Shari Redstone als Vorsitzende fungierte.

## Aktivitäten und Marken
- Fernsehnetworks: CBS Television Network (200 Stationen), The CW Network
- Fernsehsender: CBS (16), The CW (8)
- Fernsehproduktion/-vertrieb: CBS Television Studios, CBS Studios International, CBS Television Distribution
- Film-/Fernsehstudioateliers: CBS Studio Center, CBS Television City, CBS Films
- DVD-Produktion/-vertrieb: CBS Home Entertainment
- Lizenzgeschäft / Merchandising: CBS Consumer Products, Westinghouse Electric Corporation
- Bezahlfernsehen: Showtime Networks, Smithsonian Networks, CBS Sports Network
- Internet und Online-Netzwerke: CBS Interactive
- Radiosender: CBS Radio (130), CBS Interactive Music Group (Radio.com, last.fm, mp3.com)
- Außenwerbung/Plakatwände: CBS Outdoor
- Verlag: Simon & Schuster
- Musikrechte/-produktionen: CBS Records
- Marketinglösungen: CBS Connections
- Restaurants: CBS Scene
- Umweltschutzprojekte: EcoMedia